# بطولة أمم إفريقيا للمحليين
بطولة أمم أفريقيا للمحليين (بالإنجليزية: African Nations Championship) ويشار إليها باسم الشان هي بطولة كرة قدم للمنتخبات الوطنية المحلية ينظمها الاتحاد الأفريقي لكرة القدم وتضم على وجه الحصر اللاعبين الذين ينشطون في البطولات المحلية داخل أفريقيا. اللاعبون المغتربون بغض النظر عن المكان الذي يلعبون فيه، حتى في أفريقيا، ليسوا مؤهلين للمشاركة في بطولة الأمم الأفريقية للمحليين.
تم الإعلان عنها لأول مرة في 11 سبتمبر 2007 وأقيمت النسخة الأولى في عام 2009، استضافها ساحل العاج لمشاركة وفازت بها جمهورية الكونغو الديمقراطية، تم توسيع المسابقة لتشمل 16 فريقاً للبطولة الثانية التي أقيمت في السودان عام 2011. فازت تونس بالبطولة، في أعقاب الثورة التونسية. تقام البطولة كل عامين، بالتناوب مع كأس الأمم الأفريقية. اعتبارًا من نسخة 2014، سيتم احتساب جميع مباريات التصفيات والمرحلة النهائية في رزنامة الاتحاد الدولي لكرة القدم، مما يمثل خطوة مهمة لتطوير المنافسة.

## التاريخ

### النشأة
جاءت فكرة إقامة هذه البطولة في 11 سبتمبر 2007 في مدينة جوهانسبرغ خلال اجتماع اللجنة التنفيذية التابعة للاتحاد الأفريقي لكرة القدم. في يناير 2008 قبل بداية كأس الأمم الأفريقية 2008 في غانا، تم تأكيد البطولة. الهدف الأول من البطولة هو منح اللاعبين الذين ينشطون في الدوريات المحلية الفرصة ليكونوا في منتخباتهم الوطنية وكذلك للترويج للبطولات المحلية.
في فبراير 2008، نجحت ساحل العاج في استضافة النسخة الأولى بالإجماع من قبل اللجنة التنفيذية بقيادة عيسى حياتو رئيس الاتحاد الإفريقي لكرة القدم. تم اختيار ساحل العاج على دول مثل السودان ومصر التي أرادت الاستضافة أيضًا. بعد هذا القرار تم تأكيد مواعيد البطولة.

### البدايات
بدأت التصفيات في 29 مارس 2008 وانتهت في 14 ديسمبر 2008. خلال تلك الفترة، انضمت سبعة منتخبات إلى جانب ساحل العاج للعب البطولة. في 22 فبراير 2009، في ملعب فيليكس هوفويت-بواني بمدينة أبيدجان، انطلقت البطولة. الهدف الأول سجله الزامبي غيفن سينغولوما في مرمى ساحل العاج. في المجموعة الأولى، حققت زامبيا والسنغال التأهل على حساب تنزانيا وساحل العاج. في المجموعة ب، تمكنت غانا وجمهورية الكونغو الديمقراطية من التأهل في حين لم يتمكن منتخبا زيمبابوي وليبيا من التأهل إلى الدور التالي.
في النصف النهائي، واجه كل من السنغال وغانا بعضهما البعض، الأمر الذي تحدد من خلال ركلات الترجيح المتأهل للنهائي الأول. من ناحية أخرى، فازت جمهورية الكونغو الديمقراطية على زامبيا وحصلت على البطاقة الثانية في المباراة النهائية. في مباراة تحديد المركز الثالث فازت زامبيا بالميدالية البرونزية على حساب السنغال. شهد ملعب فيليكس هوفويت-بواني أول نهائي في تاريخ البطولة حيث أصبحت جمهورية الكونغو الديمقراطية بطلة النسخة الأولى بعد فوزها على غانا بنتيجة 2–0. وبهذه الطريقة، حققت الدولة الواقعة في وسط إفريقيا أول لقب قاري لها بعد 35 عامًا من الجفاف.

### توسيع البطولة

تتويج تونس بلقب بطولة أمم أفريقيا للمحليين 2011.

أدى الاهتمام السريع للدول إلى زيادة المنتخبات من 8 إلى 16، في نسختها الثانية، نظمت المسابقة من قبل السودان في خضم الصراع على الاستفتاء على استقلال جنوب السودان في عام 2011. وكانت المدن الأربع المضيفة هي أم درمان، الخرطوم، ود مدني وبورتسودان. بدأت التصفيات في 11 يناير 2010 وانتهى في 6 يونيو من نفس العام. تأهل ما مجموعه 11 منتخب لأول مرة بينما تأهل 5 منتخبات للمرة الثانية.
كانت البطولة غير منتظمة للغاية، في كل مجموعة كان هناك منتخب مهيمن ولكن تم تحديد جميع المنتخبات الثانية في الجولة الأخيرة. كان منتخبا الكاميرون وجنوب أفريقيا هما الفريقان الوحيدان اللذان سجلا العلامة الكاملة لكنهما خسرتا في الربع النهائي أمام أنغولا والجزائر على التوالي. في هذه الأثناء، تغلبت السودان على النيجر بركلات الترجيح وتغلبت تونس على حاملة اللقب جمهورية الكونغو الديمقراطية. في 22 فبراير 2011، تم لعب الدور النصف النهائي وانتهت كلتاهما بركلات الترجيح. في المباراة الأول، واصلت تونس سلسلة انتصاراتها، وبعد التعادل 1–1 تغلبت على الجزائر بركلات الترجيح 3–5. بعد ذلك بقليل، تعادلت السودان وأنغولا بنفس النتيجة، لكن أنغولا هي التي تمكنت من الفوز بركلات الترجيح 2–4. في مباراة تحديد المركز الثالث، تمكنت السودان من احتلال المركز الثالث بعد فوزهم على الجزائر بفارق 1–0. تونس وأنغولا اللتان كانتا قد تعادلتا 1–1 في الدور الأول قبل 15 يوما، لعبتا في المباراة النهائية. وفازت تونس بالبطولة في أول مشاركو لها بعد فوزها على أنغولا بنتيجة 3–0.

### اعتراف الفيفا
بعد تلك النسخة، بدأت البطولة تقام في السنوات الزوجية. جاء ذلك بعد كأس الأمم الأفريقية 2010 وطلب بعض الأندية الأوروبية تغيير هذه البطولة إلى عام آخر حتى لا تتزامن مع التقويم مع كأس العالم، وهو الطلب الذي قبله الاتحاد الأفريقي لكرة القدم أخيرًا. قبل ذلك، كان الاتحاد الأفريقي قد منح ليبيا تنظيم كأس الأمم الأفريقية 2013 وبطولة أمم أفريقيا للمحليين 2014. بسبب الحرب الأهلية الليبية 2011 كان لا بد من تغيير الدولة المستضيفة. عرضت عدة دول استضافة البطولتين، بما في ذلك مصر وجنوب أفريقيا نظرًا لبنيتها التحتية الرائعة، الموروثة من كأس العالم 2010، تم اختيار جنوب أفريقيا كدولة مضيفة. في التصفيات كانت هنالك بعض المفاجآت الكبيرة حيث تم استبعاد لاعبي كأس العالم 2010 و2014 وهم الجزائر، الكاميرون وساحل العاج، كما تم إقصاء تونس حاملة لقب النسخة الفارطة.
كانت النسخة الثالثة رائعة على جميع المقاييس، أعطت ملاعب كأس العالم لمسة مختلفة للبطولة التي بدأت في 11 يناير 2014. كان الدور الأول متساوي للغاية، تم تحديد كل من تأهل إلى الربع النهائي في الجولة الأخيرة، وبأهداف حاسمة في الوقت المحتسب بدل الضائع في كل مجموعة. ولكن منذ ذلك الحين، لم تتغير الأمور في دور خروج المغلوب، حيث حسمت جميع مباريات الربع النهائي والنصف النهائي إما بفارق هدف واحد فقط أو بركلات الترجيح. في مباراة تحديد المركز الثالث، فازت نيجيريا التي كان لها العديد من اللاعبين في فريقها الذين فازوا بكأس الأمم الأفريقية 2013 بالميدالية البرونزية وكانوا يستعدون لخوض كأس العالم 2014، بعد فوزهم على زيمبابوي 1–0.
أقيمت المباراة النهائية على ملعب كيب تاون بين أحد المرشحين، غانا والمفاجأة ليبيا. المباراة، مثل البطولة بأكملها كانت ضيقة للغاية وانتهت 0–0 وكان تحديد البطل بواسطة ركلات الترجيح. بعد 6 ركلات جزاء لكل جانب، لم تكن ليبيا هي التي فازت بالبطولة للمرة الأولى فحسب، بل فازت أيضًا باللقب القاري الأول في تاريخها. على الرغم من أنه لم يهزم، حقق المنتخب العربي فوزًا واحدًا في البطولة في أول مباراة له في دور المجموعات ضد إثيوبيا.

## نظام البطولة

### التصفيات
تم تخصيص المقاعد الثمانية للبطولات، للنسخة الأولى في عام 2009، بالطريقة التالية:
- واحدة لكل من المنطقة الشمالية والمنطقة الغربية أ والمنطقة الغربية ب والمنطقة المركزية والمنطقة الوسطى الشرقية
- اثنان للمنطقة الجنوبية
- واحد للبلد المضيف للبطولة النهائية

منذ النسخة الثانية، في عام 2011، تأهل 16 فريقًا للبطولة، تم تخصيصها بهذه الطريقة (بما في ذلك البلد المضيف):
- المنطقة الشمالية: تأهل منتخبان، من أصل 5، عبر دور إقصائي وحيد.
- المنطقة الغربية أ: تأهل منتخبان، من أصل 6، عبر دورين إقصائيين.
- المنطقة الغربية ب: تأهلت ثلاثة منتخبات، من أصل 7، عبر دورين إقصائيين.
- المنطقة الوسطى: تأهلت ثلاثة منتخبات، من أصل 5، عبر دورين إقصائيين.
- المنطقة الوسطى الشرقية: تأهلت ثلاثة منتخبات، من أصل 8، عبر دورين إقصائيين.
- المنطقة الجنوبية: تأهل منتخبان، من أصل 9، عبر ثلاثة أدوار إقصائية.

### البطولة النهائية
الفرق الـ 16 المشاركة في المرحلة النهائية مقسمة إلى أربع مجموعات من أربعة فرق لكل منها. داخل كل مجموعة يواجهون بعضهم البعض مرة واحدة، باستخدام نظام دورة روبن. وفقًا لنتيجة كل مباراة، يتم منح الفائز ثلاث نقاط، نقطة واحدة لكل فريق في حالة التعادل، ولا شيء للخاسر. يذهب الفريقان الأفضل تصنيفًا من كل مجموعة إلى الجولة التالية. إذا انتهى فريقان في نهاية مباريات المجموعة بالتعادل بالنقاط، فسيتم تطبيق معايير الشوط الفاصل التالية:
1. إذا حصل على أكبر عدد من النقاط مع مراعاة جميع المباريات في المجموعة.
2. إذا حصل على أعلى فارق هدف مع مراعاة جميع المباريات في المجموعة.
3. إذا حصل على أكبر عدد من الأهداف المسجلة لصالح مع مراعاة جميع المباريات في المجموعة.

إذا تم ربط فريقين أو أكثر وفقًا للإرشادات المذكورة أعلاه، فسيتم تحديد ترتيبهم باستخدام المعايير التالية، بترتيب التفضيل:
1. إذا حصل على أكبر عدد من النقاط يتم الحصول عليها في المباريات بين الفرق المعنية.
2. فارق الأهداف مع مراعاة المباريات بين الفرق المعنية.
3. إذا حصل على أكبر عدد من الأهداف لصالح كل فريق في المباريات التي لعبت بين الفرق المعنية.

إذا ظل فريقان متعادلين بعد تطبيق المعايير السابقة، فسيتم تطبيق المعايير الثلاثة السابقة مرة أخرى على المباراة التي تم لعبها بين الفريقين المعنيين لتحديد مواقعهم النهائية. إذا لم يؤد هذا الإجراء إلى كسر التعادل، فسيتم تطبيق معايير الشوط الفاصل التالية:
1. فارق الأهداف في جميع مباريات المجموعة.
2. أكبر عدد من الأهداف المسجلة في جميع مباريات المجموعة.
3. سحب اللجنة المنظمة للبطولة.

تشمل الجولة الثانية جميع المراحل من دور الـ16 إلى النهائي. يتأهل اثنان من المتأهلين إلى الدور نصف النهائي من خلال نظام الإقصاء المباشر. تلعب الفرق الخاسرة في نصف النهائي مباراة على المركزين الثالث والرابع، فيما يلعب الفائزون المباراة النهائية حيث يحصل الفائز على اللقب. إذا تم تعادل اللعبة بعد 90 دقيقة من اللعب، يتم لعب وقت إضافي من شوطين مدة كل منهما 15 دقيقة. إذا كانت النتيجة لا تزال متعادلة بعد هذا التمديد، يتم إجراء الركلات الترجيحية.

## النتائج

### المباريات النهائية
| النسخة | السنة | المضيف               |                               | البطل                 | النتيجة                  | الوصيف                   |                       | المركز الثالث            | النتيجة | المركز الرابع |  | المشاركون |
| 1      | 2009  | ساحل العاج           | · جمهورية الكونغو الديمقراطية | 2–0                   | · غانا                   | · زامبيا                 | 2–1                   | · السنغال                | 8       |               |  |           |
| 2      | 2011  | السودان              | · تونس                        | 3–0                   | · أنغولا                 | · السودان                | 1–0                   | · الجزائر                | 16      |               |  |           |
| 3      | 2014  | جنوب أفريقيا         | · ليبيا                       | 0–0 (ب.و.إ.) (4–2 ج.) | · غانا                   | · نيجيريا                | 1–0                   | · زيمبابوي               | 16      |               |  |           |
| 4      | 2016  | رواندا               | · جمهورية الكونغو الديمقراطية | 3–0                   | · مالي                   | · ساحل العاج             | 2–1                   | · غينيا                  | 16      |               |  |           |
| 5      | 2018  | المغرب               | · المغرب                      | 4–0                   | · نيجيريا                | · السودان                | 0–0 (ب.و.إ.) (4–2 ج.) | · ليبيا                  | 16      |               |  |           |
| 6      | 2020  | الكاميرون            | · المغرب                      | 2–0                   | · مالي                   | · غينيا                  | 2–0                   | · الكاميرون              | 16      |               |  |           |
| 7      | 2022  | الجزائر              | · السنغال                     | 0–0 (ب.و.إ.) (5–4 ج.) | · الجزائر                | · مدغشقر                 | 1–0                   | · النيجر                 | 16      |               |  |           |
| 8      | 2024  | أوغندا كينيا تنزانيا | · [[منتخب لكرة القدم\|]]      | –                     | · [[منتخب لكرة القدم\|]] | · [[منتخب لكرة القدم\|]] | –                     | · [[منتخب لكرة القدم\|]] | 19      |               |  |           |

## الإحصائيات

### سجل الأبطال
| المنتخب                     | البطل           | الوصيف         | المركز الثالث   | المركز الرابع |
| --------------------------- | --------------- | -------------- | --------------- | ------------- |
| جمهورية الكونغو الديمقراطية | 2 (2009، 2016)  |                |                 |               |
| المغرب                      | 2 (2018*، 2020) |                |                 |               |
| ليبيا                       | 1 (2014)        |                |                 | 1 (2018)      |
| السنغال                     | 1 (2022)        |                |                 | 1 (2009)      |
| تونس                        | 1 (2011)        |                |                 |               |
| غانا                        |                 | 2 (2009، 2014) |                 |               |
| مالي                        |                 | 2 (2016، 2020) |                 |               |
| نيجيريا                     |                 | 1 (2018)       | 1 (2014)        |               |
| الجزائر                     |                 | 1 (2022)       |                 | 1 (2011)      |
| أنغولا                      |                 | 1 (2011)       |                 |               |
| السودان                     |                 |                | 2 (2011*، 2018) |               |
| غينيا                       |                 |                | 1 (2020)        | 1 (2016)      |
| زامبيا                      |                 |                | 1 (2009)        |               |
| ساحل العاج                  |                 |                | 1 (2016)        |               |
| زيمبابوي                    |                 |                |                 | 1 (2014)      |
| الكاميرون                   |                 |                |                 | 1 (2020)      |
| مدغشقر                      |                 |                | 1 (2022)        |               |
| النيجر                      |                 |                |                 | 1 (2022)      |

مفتاح
- مستضيف البطولة.

### الأبطال حسب المنطقة
| المنطقة                       | الأبطال                                     | عدد البطولات |
| ----------------------------- | ------------------------------------------- | ------------ |
| اتحاد شمال أفريقيا لكرة القدم | المغرب (2) ليبيا (1) تونس (1)               | 4            |
| اتحاد غرب أفريقيا لكرة القدم  | جمهورية الكونغو الديمقراطية (2) السنغال (1) | 3            |

### سجل المشاركات
المفتاح
| - 1 – البطل - 2 – الوصيف - 3 – المركز الثالث - 4 – المركز الرابع - ر.ن – ربع نهائي - د.م – دور المجموعات | - ت – تأهل - •• — انسحب بعد التأهل - • — فشل في التأهل - × — لم يشارك / انسحب / استبعد - — المستضيف |

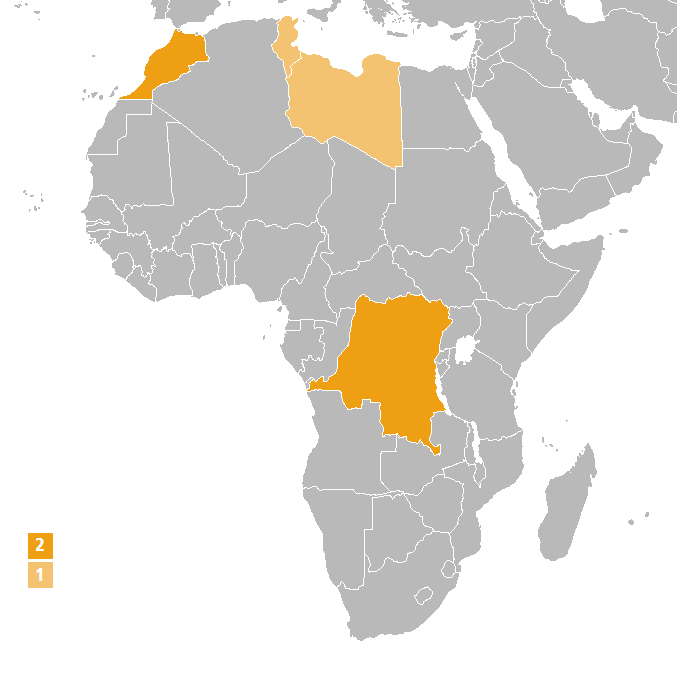
خريطة تظهر المنتخبات الأفريقية حسب عدد ألقابها في نهائيات بطولة أمم أفريقيا للمحليين.

| الفريق                      | 2009 | 2011 | 2014 | 2016 | 2018 | 2020 | 2022 | 2024 | المشاركات |  |
| --------------------------- | ---- | ---- | ---- | ---- | ---- | ---- | ---- | ---- | --------- |  |
| الجزائر                     | •    | 4    | ×    | ×    | •    | •    | 2    |      | 2         |  |
| أنغولا                      | •    | 2    |      | د.م  | ر.ن  |      | د.م  |      | 4         |  |
| بوركينا فاسو                | •    | •    | د.م  |      | د.م  | د.م  | •    |      | 3         |  |
| بوروندي                     | •    | •    | د.م  |      |      |      | •    |      | 1         |  |
| الكاميرون                   | •    | ر.ن  | •    | ر.ن  | د.م  | 4    | د.م  |      | 5         |  |
| الكونغو                     | •    | ×    | د.م  |      | ر.ن  | ر.ن  | د.م  |      | 4         |  |
| جمهورية الكونغو الديمقراطية | 1    | ر.ن  | ر.ن  | 1    | •    | ر.ن  | د.م  |      | 6         |  |
| غينيا الاستوائية            | ×    | ×    |      |      | د.م  |      | •    |      | 1         |  |
| إثيوبيا                     | ×    | ×    | د.م  | د.م  |      |      | د.م  |      | 3         |  |
| الغابون                     | •    | د.م  | ر.ن  | د.م  |      |      | ×    |      | 3         |  |
| غانا                        | 2    | د.م  | 2    |      |      |      | ر.ن  |      | 4         |  |
| غينيا                       | •    | •    |      | 4    | د.م  | 3    | •    |      | 3         |  |
| ساحل العاج                  | د.م  | د.م  |      | 3    | د.م  |      | ر.ن  |      | 5         |  |
| كينيا                       | •    | •    | •    | •    | •    | •    | •    | تأهل | 1         |  |
| ليبيا                       | د.م  | •    | 1    | •    | 4    | د.م  | د.م  |      | 5         |  |
| مدغشقر                      |      |      |      |      |      |      | 3    |      | 1         |  |
| مالي                        | •    | د.م  | ر.ن  | 2    |      | 2    | د.م  |      | 5         |  |
| موريتانيا                   | •    | ×    | د.م  |      | ر.ن  |      | ر.ن  |      | 3         |  |
| المغرب                      | •    | •    | ر.ن  | د.م  | 1    | 1    | ×    |      | 4         |  |
| موزمبيق                     | •    | •    | د.م  |      |      |      | ر.ن  |      | 2         |  |
| ناميبيا                     | •    | •    |      |      | ر.ن  | د.م  | ×    |      | 2         |  |
| النيجر                      | •    | ر.ن  |      | د.م  |      | د.م  | 4    |      | 4         |  |
| نيجيريا                     | •    | •    | 3    | د.م  | 2    | •    | •    |      | 3         |  |
| رواندا                      | •    | د.م  |      | ر.ن  | د.م  | ر.ن  | •    |      | 4         |  |
| السنغال                     | 4    | د.م  |      |      |      |      | 1    |      | 3         |  |
| جنوب إفريقيا                | •    | ر.ن  | د.م  |      |      |      | •    |      | 2         |  |
| السودان                     | •    | 3    |      |      | 3    |      | د.م  |      | 3         |  |
| تنزانيا                     | د.م  | •    |      |      |      | د.م  | •    | تأهل | 2         |  |
| توغو                        | •    | •    |      |      |      | د.م  | •    |      | 1         |  |
| تونس                        | •    | 1    | •    | ر.ن  | ×    | ••   | ×    |      | 2         |  |
| أوغندا                      | •    | د.م  | د.م  | د.م  | د.م  | د.م  | د.م  | تأهل | 6         |  |
| زامبيا                      | 3    | •    | •    | ر.ن  | ر.ن  | ر.ن  | •    |      | 4         |  |
| زيمبابوي                    | د.م  | د.م  | 4    | د.م  | •    | د.م  | ×    |      | 5         |  |
| جمهورية إفريقيا الوسطى      | •    | •    | •    | •    | •    | •    | •    | تأهل | 1         |  |
| الإجمالي                    | 8    | 16   | 16   | 16   | 16   | 16   | 17   | 18   | 19        |  |

## الجوائز

### هداف البطولة

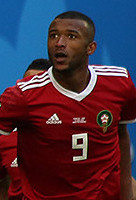
أيوب الكعبي الهداف التاريخي لبطولة أمم إفريقيا للمحليين (12 هدف).

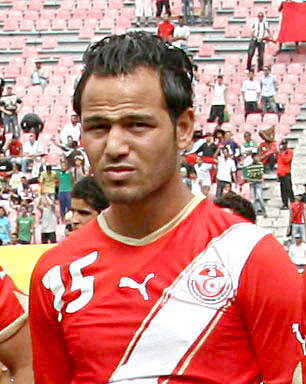
زهير الذوادي، هو اللاعب الأول الذي أثبت نفسه كبطل للمنافسة وأفضل لاعب وهداف في هذه البطولة، وجميع الإنجازات تحققت في نسخة 2011.

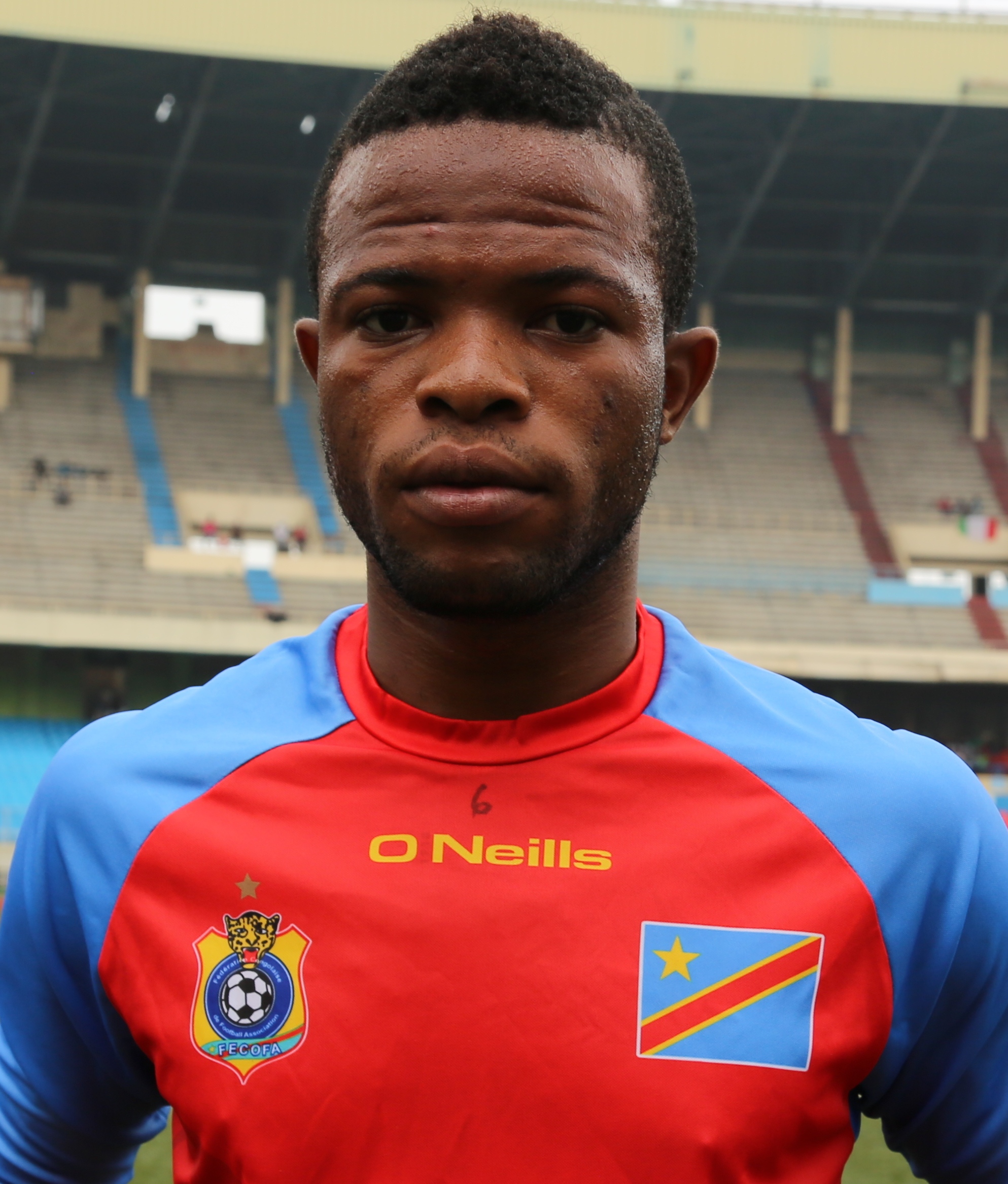
ميسشاك إيليا أفضل هداف وأفضل لاعب في نسخة 2016.

| السنوات | اللاعبون                                                                | عدد الأهداف المسجلة |
| ------- | ----------------------------------------------------------------------- | ------------------- |
| 2009    | غيفن سينغولوما                                                          | 5                   |
| 2011    | زهير الذوادي سلامة القصداوي العربي هلال سوداني سيرون شونغوي مدثر الطاهر | 3                   |
| 2014    | برنارد باركر                                                            | 4                   |
| 2016    | ميسشاك إيليا أحمد العكايشي شيزوم شيكاتارا                               | 4                   |
| 2018    | أيوب الكعبي                                                             | 9                   |
| 2020    | سفيان رحيمي                                                             | 5                   |

### أفضل لاعب في البطولة
تم تسليم جائزة أفضل لاعب في البطولة بداية من نسخة 2014
| السنوات | اللاعبون            |
| ------- | ------------------- |
| 2009    | تريسور مبوتو        |
| 2011    | زهير الذوادي        |
| 2014    | كريستانتوس أوزوينيي |
| 2016    | ميسشاك إيليا        |
| 2018    | أيوب الكعبي         |
| 2020    | سفيان رحيمي         |

### أفضل حارس مرمى في البطولة
تم تسليم جائزة أفضل حارس مرمى في البطولة بداية من نسخة 2014
| السنوات | اللاعبون         |
| ------- | ---------------- |
| 2014    | محمد نشنوش       |
| 2016    | لي ماتامبي       |
| 2018    | أكرم الهادي سليم |
| 2020    | أنس الزنيتي      |

### جائزة اللعب النظيف
تم تسليم جائزة اللعب النظيف بداية من نسخة 2009
| السنوات | اللاعبون                    |
| ------- | --------------------------- |
| 2009    | جمهورية الكونغو الديمقراطية |
| 2011    | جمهورية الكونغو الديمقراطية |
| 2014    | نيجيريا                     |
| 2016    | جمهورية الكونغو الديمقراطية |
| 2018    | المغرب                      |
| 2020    | مالي                        |

## وصلات خارجية
- (بالعربية) بطولة أمم إفريقيا للمحليين (موقع كورة)
- (بالإنجليزية) موقع الاتحاد الإفريقي لكرة القدم